# Rio Clăbucet (Vărbilău)
O Rio Clăbucet (Vărbilău) é um rio da Romênia, afluente do Vărbilău, localizado no distrito de Prahova.